# Экспонента

График экспоненты (синим).
Касательная (красным) в нуле у функции наклонена на.
Рядом для примера показаны (точками) и (штрихами)

Экспоне́нта — показательная функция {\displaystyle f(x)=\exp(x)=e^{x}}, где {\displaystyle e\approx 2{,}718} — число Эйлера.

## Определение
Экспоненциальная функция может быть определена различными эквивалентными способами. Например, через ряд Тейлора:
{\displaystyle e^{x}=\sum _{n=0}^{\infty }{x^{n} \over n!}=1+x+{x^{2} \over 2!}+{x^{3} \over 3!}+{x^{4} \over 4!}+\cdots }
или через предел:
{\displaystyle e^{x}=\lim _{n\rightarrow \infty }\left(1+{\frac {x}{n}}\right)^{n}}.
Здесь {\displaystyle x} — любое комплексное число.

## Происхождение понятия
Слово экспонента происходит от лат. «exponere», что переводится как «выставить вперёд; показать», которое в свою очередь произошло от лат. приставки «ex-» («впереди») и лат. слова «ponere» («ставить, расположить»); Смысл использования такого слова для показателя степени заключается в том, что знак экспоненты «ставят вне» привычной линии письма {\displaystyle a^{x}}(немного выше и правее места, где обычно должна быть поставлена цифра).

## Свойства
- {\displaystyle (e^{x})'=e^{x}}, а в частности, экспонента — единственное решение дифференциального уравнения {\displaystyle y'=y} с начальными данными {\displaystyle y(0)=1}. Кроме того, через экспоненту выражаются общие решения однородных дифференциальных уравнений.
- Экспонента определена на всей вещественной оси. На ней экспонента всюду возрастает и строго больше нуля.
- Экспонента — выпуклая функция.
- Обратная функция к ней — натуральный логарифм {\displaystyle (\ln x)}.
- Преобразование Фурье экспоненты — обобщённая функция, а именно дельта-функция Дирака.
- Преобразование Лапласа экспоненты {\displaystyle e^{ax}} определено в области {\displaystyle \operatorname {Re} (x)<a}.
- Производная в нуле равна {\displaystyle 1}, поэтому касательная к экспоненте в этой точке проходит под углом {\displaystyle 45^{\circ }} или {\displaystyle {\frac {\pi }{4}}}.
- Основное функциональное свойство экспоненты, как и всякой показательной функции:
{\displaystyle e^{a+b}=e^{a}e^{b}}.
  - Непрерывная функция с таким свойством либо тождественно равна {\displaystyle 0}, либо имеет вид {\displaystyle \exp(cx)}, где {\displaystyle c} — некоторая константа.

- {\displaystyle e^{x}=\operatorname {sh} x+\operatorname {ch} x}, где {\displaystyle \operatorname {sh} } и {\displaystyle \operatorname {ch} } — гиперболические синус и косинус.
- С экспоненциальной функцией легко оперировать, поскольку производная экспоненциальной функции равна самой экспоненциальной функции и интеграл от экспоненциальной функции равен экспоненциальной функции. По этой причине решения многих типов дифференциальных уравнений конструируются в виде комбинаций экспоненциальных функций.
- В приложениях экспонента участвует в математическом описании таких процессов, в которых скорость изменения некоторого количества в каждый момент пропорциональна самому количеству. Например, при размножении микроорганизмов делением  их число возрастает по экспоненте. Чем больше микроорганизмов становится, тем быстрее нарастает их биомасса (при отсутствии смертности).

- Процессы, развивающиеся по экспоненциальному закону, являются весьма "опасными". Сперва развитие протекает относительно медленно и может быть либо не замечено, либо вовремя не приняты меры для его предотвращения, либо меры затягиваются, так как создается иллюзия большого запаса времени. Затем развитие начинает стремительно ускоряться. Переход от "медленного" участка к "быстрому" происходит настолько резко, что на него уже не успевают отреагировать. Например, при распространении эпидемий, в начале эпидемии количество больных невелико и их прирост небольшой. Но постепенно число заболевших начинает нарастать настолько быстро, что что система здравоохранения перестает справляться с наплывом больных, если на "медленном" участке развития эпидемии не были предприняты меры для обслуживания большого количества заболевших.

## Комплексная экспонента

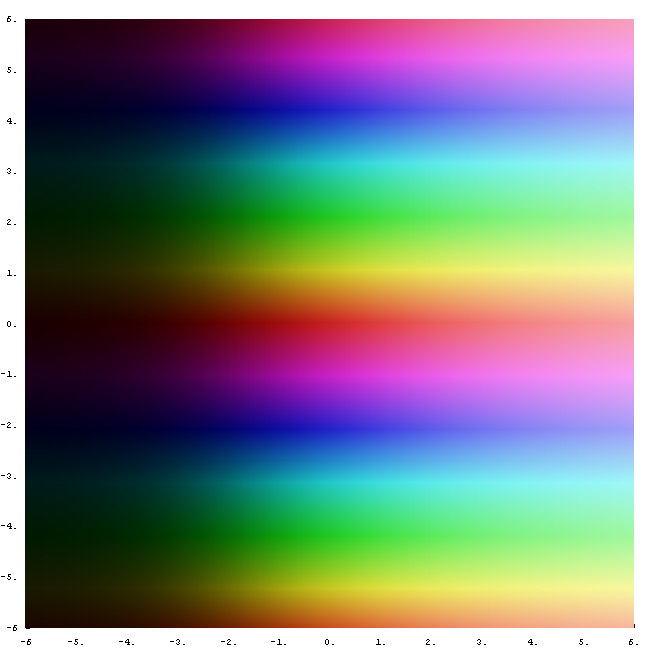
График экспоненты в комплексной плоскости.
Легенда

Комплексная экспонента — математическая функция, задаваемая соотношением {\displaystyle f(z)=e^{z}}, где {\displaystyle z} есть комплексное число. Комплексная экспонента определяется как аналитическое продолжение экспоненты {\displaystyle f(x)=e^{x}} вещественного переменного {\displaystyle x}:
Определим формальное выражение
{\displaystyle e^{z}=e^{x+iy}=e^{x}\cdot e^{iy}}.
Определённое таким образом выражение на вещественной оси будет совпадать с классической вещественной экспонентой. Для полной корректности построения необходимо доказать аналитичность функции {\displaystyle e^{z}}, то есть показать, что {\displaystyle e^{z}} разлагается в некоторый сходящийся к данной функции ряд. Покажем это:
{\displaystyle f(z)=e^{z}=e^{x}\cdot e^{iy}=e^{iy}\sum _{n=0}^{\infty }{\frac {x^{n}}{n!}}}.
Сходимость данного ряда легко доказывается:
{\displaystyle \left|e^{iy}\sum _{n=0}^{\infty }{\frac {x^{n}}{n!}}\right|\leq \left|\sum _{n=0}^{\infty }{\frac {x^{n}}{n!}}\right|\leq \sum _{n=0}^{\infty }\left|{\frac {x^{n}}{n!}}\right|=\sum _{n=0}^{\infty }{\dfrac {|x|^{n}}{n!}}=e^{|x|}}.
Ряд всюду сходится абсолютно, то есть вообще всюду сходится, таким образом, сумма этого ряда в каждой конкретной точке будет определять значение аналитической функции {\displaystyle f(z)=e^{z}}. Согласно теореме единственности, полученное продолжение будет единственно, следовательно, на комплексной плоскости функция {\displaystyle e^{z}} всюду определена и аналитична.

### Свойства
- Комплексная экспонента — целая голоморфная функция на всей комплексной плоскости. Ни в одной точке она не обращается в ноль.
- {\displaystyle e^{z}} — периодическая функция с основным периодом 2πi: {\displaystyle e^{i\varphi }=e^{i(\varphi +2\pi )}}. В силу периодичности комплексная экспонента бесконечнолистна. В качестве её области однолистности можно выбрать любую горизонтальную полосу высотой {\displaystyle 2\pi }.
- {\displaystyle e^{z}} — единственная с точностью до постоянного множителя функция, производная (а соответственно, и первообразная) которой совпадает с исходной функцией.
- Алгебраически экспонента от комплексного аргумента {\displaystyle z=x+iy} может быть определена следующим образом:
{\displaystyle e^{z}=e^{x+iy}=e^{x}e^{iy}=e^{x}(\cos \,y+i\sin \,y)} (формула Эйлера).
  - В частности, имеет место тождество Эйлера:
{\displaystyle e^{i\pi }+1=0.}

## Вариации и обобщения
Аналогично экспонента определяется для элемента произвольной ассоциативной алгебры.
В конкретном случае требуется также доказательство того, что указанные пределы существуют.

### Матричная экспонента
Экспоненту от квадратной матрицы (или линейного оператора) можно формально определить, подставив матрицу в соответствующий ряд:
{\displaystyle \exp A=\sum _{k=0}^{\infty }{\frac {A^{k}}{k!}}.}
Определённый таким образом ряд сходится для любого оператора {\displaystyle A} с ограниченной нормой, поскольку мажорируется рядом для экспоненты нормы {\displaystyle A\colon } {\displaystyle \exp \|A\|.} Следовательно, экспонента от матрицы {\displaystyle A\in \mathbb {R} ^{n\times n}} всегда определена и сама является матрицей.
С помощью матричной экспоненты легко задать вид решения линейного дифференциального уравнения с постоянными коэффициентами: уравнение {\displaystyle {\dot {x}}=Ax,~~~x\in \mathbb {R} ^{n}} с начальным условием {\displaystyle x(0)=x_{0}} имеет своим решением {\displaystyle x(t)=\exp(At)x_{0}.}

### h-экспонента
Введение {\displaystyle h}-экспоненты основано на втором замечательном пределе:
{\displaystyle e_{h}(x)=(1+h)^{\frac {x}{h}}.}
При {\displaystyle h\to 0} получается обычная экспонента.

## Обратная функция
Обратная функция к экспоненциальной функции — натуральный логарифм.
Обозначается {\displaystyle \ln x}:
{\displaystyle \ln x=\log _{e}x.}